# Sin miedo
Sin miedo è il quarto album in studio della cantante spagnola Soraya Arnelas, pubblicato nel 2008 a nome Soraya.
Con il brano La noche es para mí l'artista ha partecipato all'Eurovision Song Contest 2009.

## Tracce
1. Sin miedo – 3:56
2. Para ti – 3:55
3. No siento - 3:44
4. Duele - 3:29
5. La noche es para mí - 3:00
6. Caminaré (con Kate Ryan) - 3:29
7. Piel contra piel - 4:05
8. Give Me Your Love - 3:41
9. Uno en un millón - 3:16
10. Ángel caído - 4:23
11. Rebound - 3:39
12. Love Is All Around - 3:21